# Susanna Sophia Antoinetta van Hees

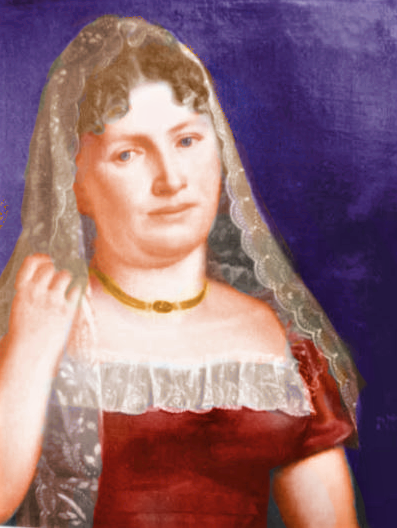
Susanna Sophia Antoinetta van Hees

Susanna Sophia Antoinetta van Hees (* 1776; † 1863) war eine Schulgründerin und Philanthropin des 18. und 19. Jahrhunderts.

## Leben und Schaffen
In den Jahren 1828 bis 1848 bestand in Elberfeld die private Höhere Töchterschule Beeckmann, welche später in Friedländer umbenannt wurde. Diese, eine der ersten Mädchenschulen der Region, wurde auf Initiative von Susanna Sophia Antoinetta Beeckmann (eine geborene van Hees) gegründet, welche nach einem Leben im Wohlstand, als Tochter des erfolgreichen Apothekers Johann Hermann van Hees, in der Zeit zwischen der napoleonischen Besetzung und dem Biedermeier, dazu gezwungen wurde, aus finanzieller Not ihren Lebensunterhalt zu verdienen. Obwohl sie keine spezielle Ausbildung hatte, ergriff sie die Initiative und gründete eine Schule zur Erziehung höherer Bürgertöchter.
Obwohl dies anfänglich Probleme mit sich brachte, gelang es ihr innerhalb weniger Jahre ein erfolgreiches Institut mit vielseitigem Lehrangebot zu gründen. Der neuen liberalen Entwicklung in den rheinischen Gebieten Preußens gegenüber aufgeschlossen, und mit Hilfe des jungen Lehrers Hermann Friedländer, errichtete sie eine der erfolgreichsten Töchterschulen im Elberfeld des 19. Jahrhunderts. „Antoinetta van Hees kann deshalb als eine der selbständigen Frauengestalten gelten, die, vom Gedankengut der Aufklärung bestimmt und durch die Neuordnung des bürgerlichen Daseins in der napoleonischen Zeit befreit, die Initiative aufnahmen, um eine unabhängige gesellschaftliche Rolle zu spielen.“ sagt hierzu der Physiker und Lokalhistoriker Michael Wiescher.